# Cleitamia cheesmanae
Cleitamia cheesmanae är en tvåvingeart som beskrevs av Malloch 1939. Cleitamia cheesmanae ingår i släktet Cleitamia och familjen bredmunsflugor. Inga underarter finns listade i Catalogue of Life.